# Gergely Árpád
Gergely Árpád (Bábca, 1943. augusztus 4. –) festő és grafikus.

## Életpályája
Az erdélyi Szilágy megye Bábca nevű falujában született. Édesanyja Nagy Margit varrónő, édesapja Gergely Árpád szobafestő. Testvére Gergely Tibor. 1946 óta édesanyja szülőfalujában, a Heves megyei Csányban él és dolgozik. Az általános iskolát is itt végezte el. Tanárai nemigen értékelték a rajz és a festészet iránt mutatott érdeklődését.
13 éves volt, amikor kitört az 1956-os forradalom, és mint az eseményekre kíváncsi gyermek, mindig ott volt, ahol a falun belüli forradalmi események történtek. Ezért később a középiskoláktól minden fórumon eltanácsolták.
Egy év kihagyás után jutott be a gyöngyösi Erkel Ferenc Ipariskolába, ahol a kőműves szakmát sajátította el. Az építőiparban eltöltött első években a szakma sajátosságai miatt „ládába" került az ecset és a ceruza. Kétéves sorkatonai szolgálatát Verpeléten, Nagyatádon és Nagykanizsán, páncélos alakulatoknál teljesítette, mint harckocsivezető. A katonaévek után egy-két évig kőművesként dolgozott két kisiparosnál is, majd saját lábra állva önálló építőipari vállalkozásba kezdett.
1968-ban megházasodott, felesége Józsa Zsuzsanna. Ezután nyílt lehetőség a festészettel komolyabban foglalkozni. Rengeteg olajképet festett. Kezdetben az  expresszionizmus jellemezte festészetét, majd a realizmus és a szürrealizmus vált uralkodóvá vásznain. 1977-ben Zamárdiban megismerkedett és jó barátságba került Szobota István festőművésszel, akitől a naturális festészet fortélyait (és ezen belül is az vadon élő állatok festői ábrázolását) sajátította el. 1979-ben egy siófoki barátja, Kollár László közbenjárására az akkori Dél-balatoni Kulturális Központ megrendezte első nagyszabású egyéni kiállítását, amit további, csaknem negyven kiállítása követett idehaza és Németországban.
1980-ban felhagyott a vállalkozói tevékenységgel, és azóta csak a festészettel foglalkozik hivatásszerűen. 1981-ben, másik öt művésszel együtt, megalakította az ETALON csoportot, amelynek bázisa és fő kiállítási helye Budapesten a Vízivárosi Galéria  volt. Németországi kiállításait Bertold Heimbürge festőművész és galériatulajdonos segítségével rendezi. Faliképeit idehaza és Németországban, középületekben festette.
Grafikai munkái közül érdemes megemlíteni Csány község, valamint Szántód címer és zászlótervét,  melyek a települések hivatalos jelképei lettek.
Legnagyobb vászonra festett munkája A szakadék, Csány község tulajdonába került, a festő ajándékaként.
Tanítványai közül Tóth Attila szürrealista festészete közelít leginkább mestere művészeti felfogásához.

## Helye a festészetben
Gergely Árpád autodidakta festő. Festészetét két nagy irányzat, a szürrealizmus és a realizmus határozza meg. Portré festészete pedig a naturalizmust talaján áll. Jelenleg is alkot. A valós kiállítások helyett, ma már a sokkal célszerűbb, többekhez eljutó virtuális tárlatokra helyezi a hangsúlyt

## Kiállítások
- 1979. november, Siófok
- 1981. március, Salgótarján
- 1982. április, Budapest
- 1982. szeptember, Budapest
- 1983. február, Budapest
- 1983. október, Baja
- 1983. november, Budapest
- 1984. március, Bácsbokod
- 1984. október, Budapest
- 1985. március, Aszód
- 1985. május, Budapest
- 1985. október, Budapest
- 1986. február, Petőfibánya
- 1986. márc. Rózsaszentmárton
- 1986. április, Budapest
- 1986. november, Csávoly
- 1986. december, Budapest
- 1987. január, Szolnok
- 1987. április, Budapest
- 1987. szeptember, Budapest
- 1988. márc.Százhalombatta
- 1988. május, Budapest
- 1988. október, Százhalombatta
- 1988. december, Budapest
- 1989. február, Adony
- 1989. november, Budapest
- 1993. április, Arnstadt (D)
- 1993. október, Miskolc
- 1993. október, Miskolc
- 1994. május Kassel (D)
- 1994. szeptember, Kassel (D)
- 1994. október, Gyöngyös
- 1995. február, Gyöngyös
- 1995. március, Arnstadt (D)
- 1997. május, Ilmenau (D)
- 2002. március, Arnstadt (D)
- 2002. július, Csány
- 2005. szeptember, Csány
- 2011. október, Gödöllő

## Faliképei
- Hotel Anders Arnstadt, Németország
- Hotel Korona - Hatvan
- Home Center - Budapest
- Hotel Hapimag - Budapest, Budai Vár[halott link]

## Galéria

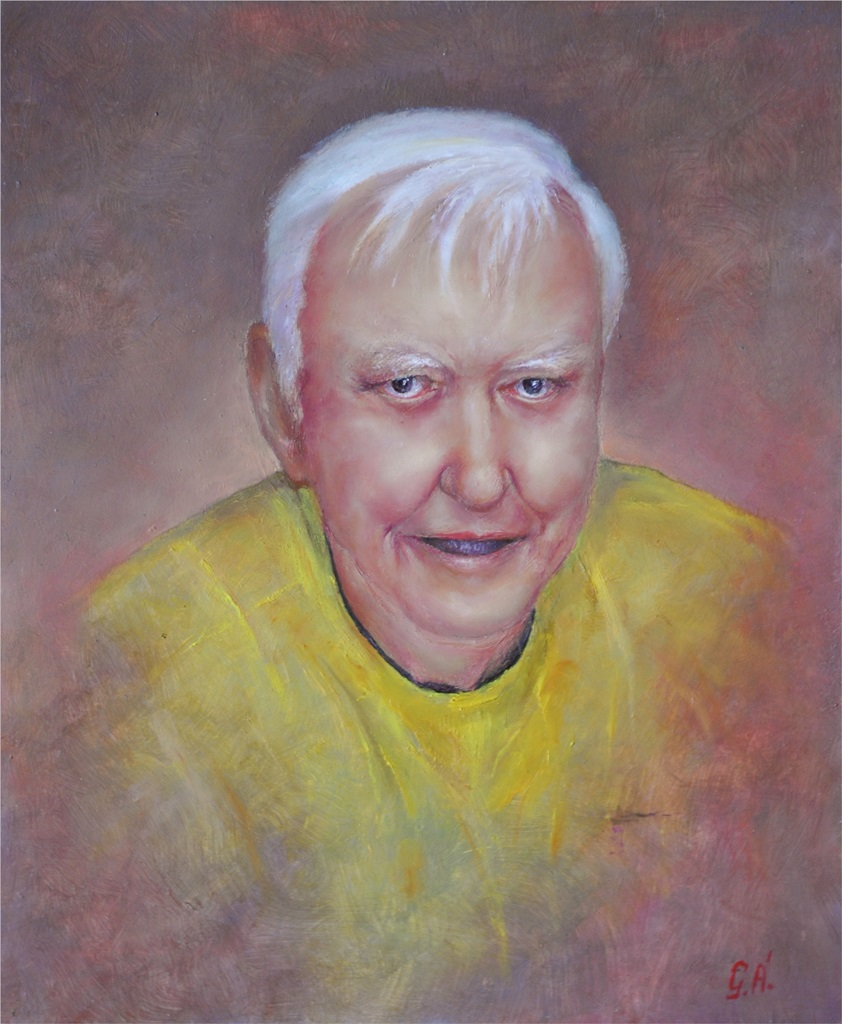
Gergely Tibor 1944 - 2019
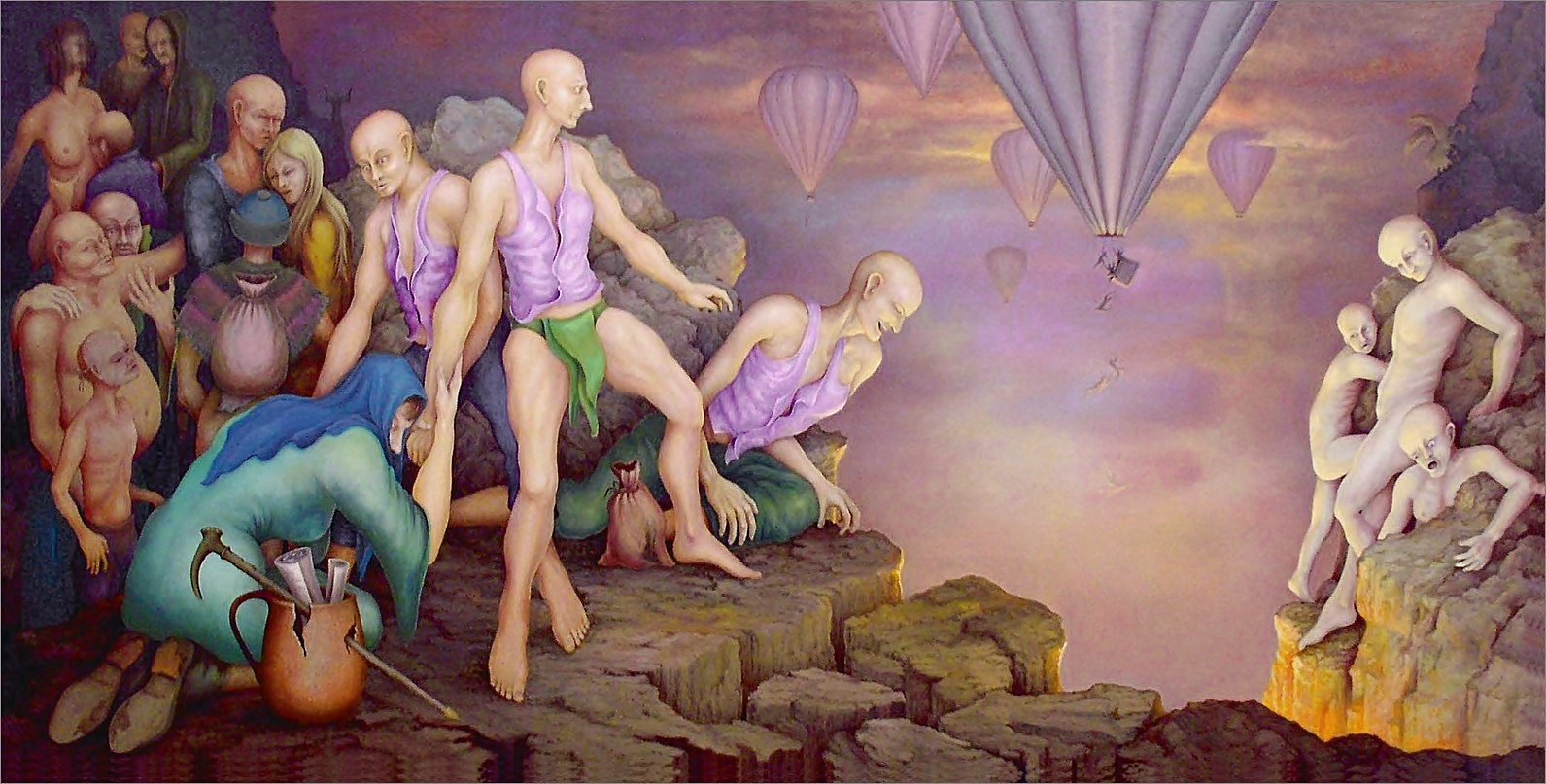
A szakadék
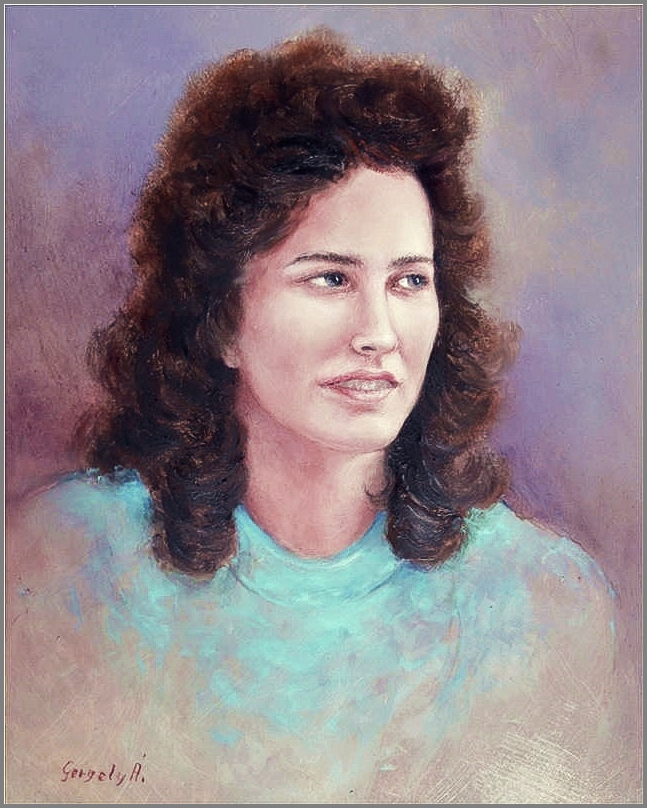
Gergely Éva portréja
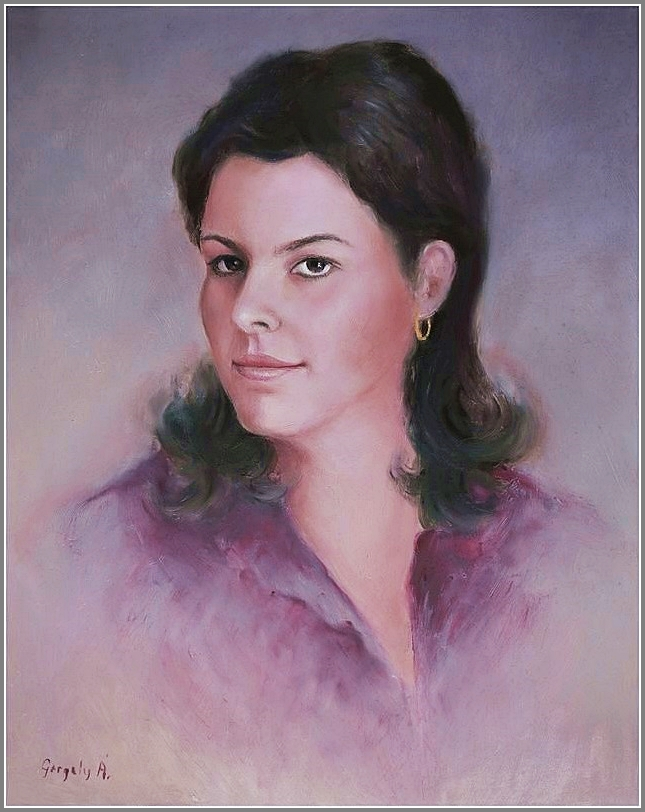
Gergely Eszter portréja
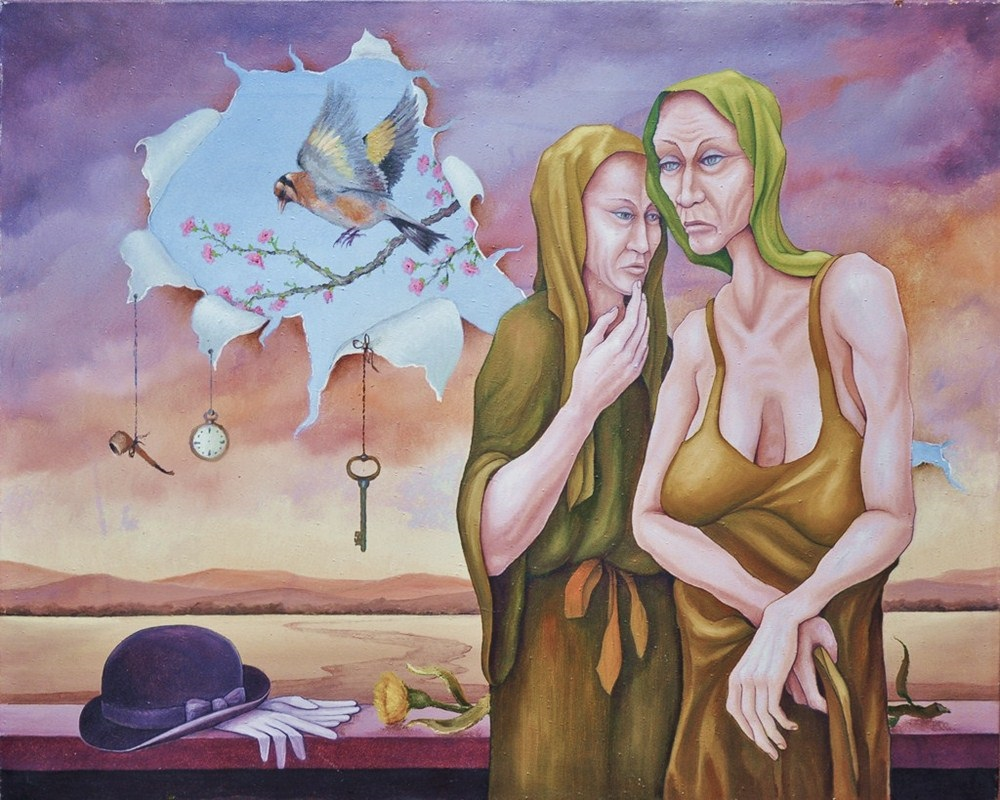
A sokadik tavasz
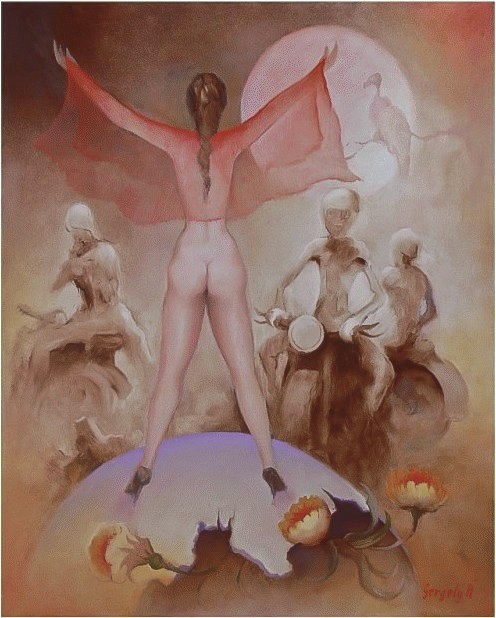
Keselyű
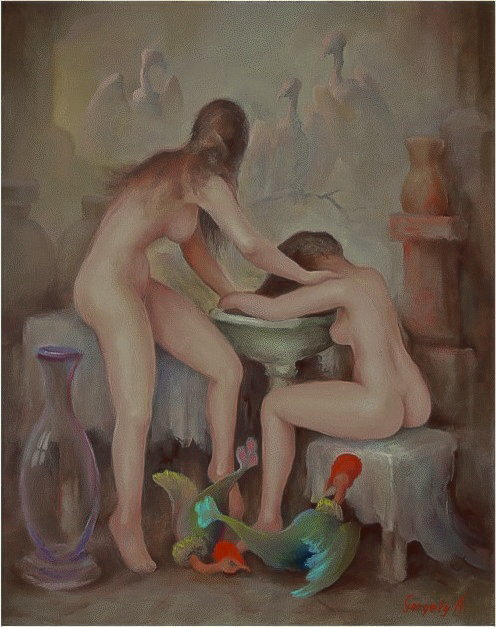
Kettős akt

### Újságcikkek
- Zele Ferenc: „Janus-arcok piktora” Hétfői Hírek, XXIV. évfolyam, 43. szám 1980. október 20. 4. oldal
- Moldvai Győző: „Ecsettel, kalapáccsal Csány és Zamárdi között” Heves megyei Népújság, 1981. június 3. szerda, 4. oldal
- Simon Gy. Ferenc: "Gergely Árpád - Lovak” (Salgótarjáni kiállítás) Képes Újság, XXIII. évfolyam, 42. szám, 1982. október 16. 13. oldal
- Tüskés Tibor: „Besenyei Odette szobrai és Gergely Árpád festményei" (Vízivárosi Galéria) - Új Tükör 1986. március 30. XXIII. évfolyam 13. szám, 3.-4. oldal
- Thüringer Allgemeine: „Pastelle im rathausfoyer Arpad Gergely Ausstellung in Arnstadt."  F03476 * Mittwoch, 27. 2002. Seite 1.
- Simon Gy. Ferenc: "Gergely Árpád - Parasztudvar – Gondolatok a festményről” Képes Újság: XXVI. évfolyam 18. 1985. május.4. 13. oldal
- Simon Gy. Ferenc: „A kiállító festő” Képes Újság, XXVIII. évfolyam 16. szám, 1987. április 18. 14. oldal
- Heves megyei Népújság: „Festmények és kerámiák” („Gergely Árpád festőművész és R. Nagy Erika keramikus kiállítása) XXXVII. évfolyam, 233. szám 1986. október 3.  5. oldal
- Thüringer Allgemeine - Ilmenau: "Die Sinnlichkeit mit dem Pinsel dargestellt: Obskure Ausstellung in der Sparkasse – Ungar Arpad Gergely warpersönlich zur Eröffnung zur seiner Exposition anwensend" F 09872 * Sonnabend, 8. August 1998.
- Hétfői Hírek: „Gergely Árpád tárlata - Salgótarján” XXVI. évfolyam, 16. szám 1982. április 19. Hétfő
- Kisiparos Újság: „Fellobogózva a szép”pel” XXVI. évfolyam 13. szám 1982. június 19. 5. oldal
- Hétfői Hírek: Krónika „Gergely Árpád legújabb tárlata” XXVIII. évfolyam 14. szám 1984. április 2. Hétfő  4. oldal
- R. Székely Júlia: „Az ígéret földje” Új Tükör XVII. évfolyam 50. szám 8. oldal 1980. december 14.
- Thüringer Allgemeine – Arnstadt: "Eine gemeinsame Sprache suchen – Árpád Gergely Bilder im Palmbaum" 2C 3476 Donnerstag, 1. April 1993. 13. Wohe 4. Jahrgang* Nr.77-T02
- Thüringer Allgemeine - Arnstadt: „Ausstellung wurde eröffnet” 29. Marz 1993. Seite 8. Gemälde von Arpad Gergely in der Galerie Heimbürge”
- Thüringer Allgemeine - Arnstadt: „Ausstellung wurde eröffnet” 29. Marz 1993. Seite 8. Gemälde von Arpad Gergely in der Galerie Heimbürge” Thüringer Allgemeine 2C 3476 A Mittwoch, 31. Marz 1993. 13. Woche. 4. Jahrgang Nr.76 T02 Seite 9.

### Honlapok
- https://gergely-arpad-kepei.webnode.hu/
- Gergely Árpád - festménykatalógus
- Gergely Árpád blogja